# カーカトロン
『カーカトロン』（Kirkatron）は、アメリカ合衆国のジャズ・ミュージシャン、ローランド・カークが1977年にワーナー・ブラザース・レコードから発表したアルバム。

## 背景
「カッコーのセレナーデ」、「バグパイプ・メドレー」、「J.グリフのブルース」の3曲は、1975年7月18日のモントルー・ジャズ・フェスティバルにおけるライブ録音である。また、「ロサンゼルス・ニグロ・コーラス」は出所不明の混声合唱の断片で、「メアリー・マックラウド・ベシューン」はアフリカ系アメリカ人の活動家Mary McLeod Bethune（1955年没）の演説の録音である。
「クリスマス・ソング」では、「ひいらぎかざろう」や「そりすべり」のメロディも使用されている。「チュニジアの夜」のレコーディングでは、バックを務めたスタッフのメンバー（ゴードン・エドワーズ、コーネル・デュプリー、リチャード・ティー）がこの曲を知らなかったことに対しカークが激怒したというエピソードがあり、共同プロデューサーのジョエル・ドーンによれば、カークは彼らに対して「これは俺の音楽だ。先週演ったことを演るんじゃない」と警告したという。

## 反響・評価
『ビルボード』のジャズ・アルバム・チャートでは38位に達した。スコット・ヤナウはオールミュージックにおいて5点満点中2.5点を付け「このLP（カークが殆どテナーの演奏に徹している）は彼の最後から2番目に当たるアルバムで、十分な聴き所が含まれており探してみる価値はある」と評している。

## 収録曲
1. カッコーのセレナーデ - "Serenade to a Cuckoo" (Rahsaan Roland Kirk) - 3:40
2. ジス・マスカレード - "This Masquerade" (Leon Russell) - 5:31
3. シュガー - "Sugar" (Stanley Turrentine/Words by R. Kirk) - 3:29
4. ロサンゼルス・ニグロ・コーラス - "Los Angeles Negro Chorus" - 0:28
5. ステッピン・イントゥ・ビューティー - "Steppin' into Beauty" (R. Kirk) - 6:43
6. クリスマス・ソング - "The Christmas Song" (Mel Tormé, Robert Wells) - 3:36
7. バグパイプ・メドレー - "Bagpipe Medley" (R. Kirk) - 2:16
8. メアリー・マックラウド・ベシューン - "Mary McLeod Bethune" - 0:25
9. ブライト・モーメンツ - "Bright Moments" (R. Kirk, Todd Barkan) - 4:12
10. リリコノン - "Lyriconon" (R. Kirk) - 4:11
11. チュニジアの夜 - "A Night in Tunisia" (Dizzy Gillespie, Frank Paparelli) - 5:00
12. J.グリフのブルース - "J. Griff's Blues" (Public Domain/Arranged by R. Kirk) - 7:44

## 参加ミュージシャン
- ローランド・カーク - テナー・サクソフォーン、フルート、マンツェロ、リリコン、アレンジ
- ヒルトン・ルイズ - キーボード (on #1, #2, #3, #5, #7, #9, #10, #11, #12)
- リチャード・ティー - キーボード (on #2, #11)
- ウィリアム・S・フィッシャー - アープ・ストリングアンサンブル(on #2, #11)、ストリングス・アレンジ (on #6)
- トゥルーディ・ピッツ - オルガン (on #6)
- コーネル・デュプリー - ギター (on #2, #11)
- ビリー・バトラー - ギター (on #6, #10)
- マティアス・ピアソン - ベース (on #1, #7, #10, #12)
- ゴードン・エドワーズ - ベース (on #2, #11)
- ミルトン・サグス - ベース (on #3, #5)
- バスター・ウィリアムス - ベース (on #9)
- ソニー・ブラウン - ドラムス (on #1, #7, #12)
- ジミー・マディソン - ドラムス (on #2, #11)
- ウォルター・パーキンス - ドラムス (on #3, #5)
- ビル・カーニー - ドラムス (on #6)
- チャーリー・パーシップ - ドラムス (on #9)
- ジェリー・グリフィン - ドラムス (#10)
- トッド・バルカン - パーカッション (on #1, #7, #12)
- トニー・ウォーターズ (on #3, #5)
- ラドリー・シボデュー - タンブリン (on #2)
- スティーヴ・トゥーレ - トロンボーン (on #2, #3, #5, #11)
- ハワード・ジョンソン - チューバ (on #9)
- ロメオ・ペンク - 木管楽器 (on #9)
- サンフォード・アレン - ヴァイオリン (on #6)
- アルフレッド・ブラウン - ヴィオラ (on #6)
- セルワート・クラーク - ヴィオラ (on #6)
- カーミット・ムーア - チェロ (on #6)
- マイケル・ヒル - ボーカル (on #3)
- ミルトン・グレイソン、アーサー・ウィリアムズ、ランディ・ペイトン、メイリサ・スチュワート、ヒルダ・ハリス、エイドリアン・アルバート、フランシーヌ・キャロル - バッキング・ボーカル (on #9)
- フランク・フォスター - アレンジ (on #9)